# ريتشارد هاتشيسون
ريتشارد هاتشيسون هو سياسي كندي، ولد في 20 يناير 1812 في Kincardineshire ‏ في المملكة المتحدة، وتوفي في 27 سبتمبر 1891 في Douglastown, New Brunswick ‏ في كندا. نشط حزبياً في الحزب الليبرالي الكندي. وقد انتخب عضو مجلس العموم الكندي.